# Going!
Going! è un singolo del gruppo musicale giapponese KAT-TUN, pubblicato il 12 maggio 2012 come secondo estratto dall'album No More Pain.

## Descrizione
Il singolo è il dodicesimo consecutivo del gruppo ad arrivare alla prima posizione della classifica Oricon dei singoli più venduti in Giappone. Il brano è stato utilizzato come sigla del programma televisivo trasmesso da Nippon Television, oing! Sports & News, condotto da Kazuya Kamenashi, membro del gruppo. Il singolo è stato certificato disco di platino dalla RIAJ per aver venduto 282 901 copie.

## Tracce
Normal Edition
1. Going!
2. Fall Down
3. Going! (Original Karaoke オリジナル・カラオケ)
4. Fall Down (Original Karaoke オリジナル・カラオケ)

Limited Edition 1
1. Going!
2. Fall Down
3. Smile

Limited Edition 2
1. Going!
2. I Don't Miss U
3. Smile

## Classifiche
| Classifica (2010)                        | Posizione più alta |
| ---------------------------------------- | ------------------ |
| Giappone (Classifica settimanale Oricon) | 1                  |
| Giappone (Billboard Japan Hot 100)       | 1                  |